# Swallowtail Butterfly ～愛之歌～
《Swallowtail Butterfly ～愛之歌～》，是日本電影《燕尾蝶》衍生的樂團YEN TOWN BAND的單曲。 1996年7月22日發行。

## 簡介
是由岩井俊二執導、CHARA親自主演的電影《燕尾蝶》的片尾曲。同年CD單曲化，CHARA和音樂製作人小林武史以電影中的虛構樂團「YEN TOWN BAND」為名義組成限定的樂團組合。
不僅CHARA和小林武史，導演岩井俊二也參與了填詞。
單曲發售首週在Oricon公信榜僅排行第31位，但隨著電影的上映以及專輯《MONTAGE》的發行，排行越來越高，終於在發行兩個月後獲得Oricon公信榜冠軍。
總銷量高達81.8萬張，是1996年度日本單曲銷量第26位。是日本歷代最暢銷的一首真人電影角色歌曲。
是Chara首次，也是至今唯一一次取得Oricon冠軍（solo作品尚未取得），以及她迄今最高銷量的單曲作品。

## 收錄曲目
1. Swallowtail Butterfly ～愛之歌～（Swallowtail Butterfly 〜あいのうた〜）
作詞：岩井俊二、CHARA、小林武史；作曲、編曲：小林武史
2. Mama's alright
作詞：小林武史、長澤崇代、BRYAN BURTON-LEWIS；作曲、編曲：小林武史